# NGC 2752
NGC 2752 est une vaste galaxie spirale barrée relativement éloignée, vue par la tranche et située dans la constellation du Cancer. NGC 2752 a été découverte par l'astronome allemand Albert Marth en 1864.

## Caractéristiques
Sa vitesse par rapport au fond diffus cosmologique est de 9 144 ± 20 km/s, ce qui correspond à une distance de Hubble de 134,9 ± 9,5 Mpc (∼440 millions d'al).
À ce jour, une mesure non basée sur le décalage vers le rouge (redshift) donne une distance d'environ 104,000 Mpc (∼339 millions d'al). Cette valeur est à l'extérieur mais compatible avec les valeurs de la distance de Hubble. Notons cependant que c'est avec la valeur moyenne des mesures indépendantes, lorsqu'elles existent, que la base de données NASA/IPAC calcule le diamètre d'une galaxie et qu'en conséquence le diamètre de NGC 2752 pourrait être d'environ 78,3 kpc (∼255 000 al) si on utilisait la distance de Hubble pour le calculer.
La classe de luminosité de NGC 2752 est II et elle présente une large raie HI.
Selon la base de données Simbad, NGC 2752 est une galaxie LINER, c'est-à-dire une galaxie dont le noyau présente un spectre d'émission caractérisé par de larges raies d'atomes faiblement ionisés.